# Arvid Andersen
Arvid Andersen (24. juni 1909 på Løvenholt Gods, Them – død 31. oktober 1970 i Nimtofte, lungebetændelse) var en dansk violinist, dirigent, komponist og digter. Han ligger begravet ved Viby Kirke.
Arvid Andersen var søn af højskoleforstander, lærer, forfatter og digter Olaf Andersen & Eline Larsson. På Askov Højskole mødte han i 1936 sin kommende hustru Margit Eleonora Christine von Reib (1915-2013). Sammen fik de 3 døtre: Aino (1937-2020), Elin (1942-2010) og Helle (1949- ).
Arvid Andersen blev uddannet på Det Jyske Musikkonservatorium, og debuterede med et af Carl Nielsens værker med personlig tilladelse fra komponisten. Han var bl.a. elev af violinist og dirigent Emil Telmányi (1892-88) og komponist Thorvald Aagaard, som selv var tidligere elev af Carl Nielsen (1865-1931). 
Studierejser i udlandet til bl.a. Rusland, Tyskland, Finland.
I 1937 var han dirigent for Viborg private Orkester, derefter violinist i Aarhus Byorkester - det senere Århus Symfoniorkester - under chefdirigent Thomas Jensen (1898-1963). Arvid Andersen var ofte dirigent for Aarhus Byorkester. 
Fra 1943-1951 var han lærer ved Det Jyske Musikkonservatorium. 
Gæstedirigent ved Det Norske Teatret (no) i Oslo (Oklahoma! 1960).
Kapelmester og repetitør ved Aarhus Teater.

## Musik
- op. 7 Koncert d-mol for violin og kammerorkester (1944)
- Capriccio (klaver)